# 유현진 (강사)
유현진은 현재 엠베스트 국어 영역 1타 강사이다. 과거 수많은 중등 인강 사이트를 거쳐 엠베스트와 계약했다. 2010년, 입사 11개월 만에 대표강사가 되었으며, 이후 현재까지 계속 중등 인강 사이트 전체 통합 1위(국어 부문)이다.
자료 제작 등으로 자신의 인터넷 강의를 지원하는 '유현진 국어 연구소'를 운영하고 있다.

## 인지도
뛰어난 강의력, 핵심 내용 전달 등 인터넷 강사로서의 자질이 충분하다. 중학 국어에서 엄청난 인기를 자랑하며 지금까지도 엠베스트 국어 영역 1타 강사이다. 군살없는 깔끔한 내용 정리와 정확한 발음, 핵심 정리로 높은 평가를 받는다.
교재는 강의를 들으면서 집중할 수 있는 흥미로운 주제들의 글들로 구성되었으며, 학교 기출을 대비하기 위해 기본적인 모든 개념들은 물론 지엽적인 것까지도 낱낱히 파헤치는 특징이 있다.

## 기타
- 대학교 때 졸업 논문을 현진건의 작품 세계에 대해 썼다고 한다.
- 유현진 국어연구소는 서울 목동에 위치하고 있다.